# 迪克斯 (德国)
迪克斯是奥地利克恩顿州弗尔克马克特县的一个市镇。总面积54.9平方公里，总人口837人，人口密度15.2人/平方公里（2005年）。